# Saint-Marc-du-Cor
Saint-Marc-du-Cor là một xã thuộc tỉnh Loir-et-Cher miền trung nước Pháp.